# Магнифисънт (самолетоносач)
„Магнифисънт“ (на английски: Magnificent) е лек самолетоносач от клас „Маджестик“, на въоръжение в КВМС на Канада в годините след Втората световна война. Построяването му е започнато за КВМС на Великобритания през 1943 г., но с края на войната, неговото строителство, както и това на други кораби, е спряно. През 1948 г. недостроеният самолетоносач е предаден на КВМС на Канада и завършен (за разлика от доста други кораби от същия клас) по първоначалния проект. Във флота на Канада първоначално получава номер CVL-21 и е използван в ролята си на самолетоносач, а от 1954 г. получава номер RML 21 и е използван в ролята на авио- и войскови транспорт. В това си качество, самолетоносачът участва в Суецката криза, превозвайки канадския контингент от международните сили. На 14 юни 1957 г. „Магнифисънт“ е върнат обратно на флота на Великобритания, където веднага е изведен в резерв, в който престоява до снемането си от експлоатация през 1961 г. Корабът е продаден за скрап през юни 1965 г.